# The Eat Out Group
The Eat Out Group va néixer el 2003 com una filial de l'empresa catalana Agrolimen que englobava les diverses cadenes de menjar ràpid del grup. El 2014 el Eat Out va ser venut al grup portuguès Ibersol.

## Marques del grup[1]
- Pans & Company[2]
- Bocatta
- Fresc Co[3]

- Loja das Sopas
- Dehesa Santa María
- Fresh & Ready
- Caffè di Fiore
- Pastafiore
- Salta
- Terracotta